# Не скажу!
Не скажу! — російський анімаційний мультфільм 2006 року, створений на студії «Пілот». Входить до циклу «Гора самоцвітів». Створений за мотивами казки «Віщий сон».

## Сюжет
Був у одних старих син Ваня. Гарний син, та впертий. І ось якось прокинувся він і на всі запитання, що йому снилося, відповідав: «Не скажу!». Батько схопився за ремінь, а Іван образився і з дому пішов. Вийшов на дорогу і мало не влучив під візок царевича Василя. Царевич і взяв його з собою, привіз додому, посадив за стіл. Сестра його царівна Марія пиріжками пригощала, а царевич питав, що то за сон? А Іван знову: «Не скажу!». Царевич і відправив Ваню до в'язниці, а сам свататися поїхав. Тільки царівна Марія Івана випустила, і вирушив він наздоганяти царевича. У дрімучому лісі побачив він трьох старих, що б'ються, які не могли поділити спадщину: килим-літак, чоботи-скороходи і шапку-невидимку. Іван закинув далеко три палиці і відправив старих їх шукати. Сів Іван на килим, і той полетів. Дорогою він допоміг орлу врятувати маленького орлята і визволив щуку з невода. Наздогнав він царевича і за допомогою чарівних речей і своїх нових друзів-тварин допоміг йому добитися руки царівни Олени, яка була відома своєю хитрою і навіть жорстокою вдачею. Полетів Іван назад до трьох людей похилого віку. Першому, хто повернувся зі знайденою палицею, віддав килим-літак, другому — чоботи-скороходи, а третьому — шапку-невидимку. Прийшов Іван до царівни Мар'ї, а тут і Царевич Василь із царівною Оленою приїхали. І зіграли тут Василь та Олена, Іван та Марія весілля — та зате яке! А на запитання царевича, про що ж сон був, Ваня і відповідав — та ось про це все й був.

## Творці
- Сценарист — Едуард Назаров;
- Режисер — Єлена Чернова;
- Продюсер — Ігор Гелашвілі, Ірина Каплична;
- Композитор — Олексій Яковель;
- Звукооператор — Ігор Яковенко.

## У ролях
- Ірина Муравйова — царівна Єлена;
- Владислав Галкін — Іванко;
- Анатолій Лобоцький — царевич Василій, продавець на базарі, оповідач;
- Едуард Назаров — батько Іванка, один з дідусів, орел;
- Анжеліка Волчкова — мати Іванка, царівна Марія, щука, продавчиня на базарі;
- Олександр Леньков — оповідач у заставці, двоє дідусів.